# الگریا (ویرجینیای غربی)
الگریا، غرب ویرجینیا (به انگلیسی: Algeria, West Virginia) یک منطقهٔ مسکونی در ایالات متحده آمریکا است که در ویرجینیای غربی واقع شده‌است.

## خصوصیات
الگریا ۲۳۷٫۱۴ متر بالاتر از سطح دریا واقع شده‌است.